# Бубліков Олексій Васильович
Олексі́й Васи́льович Бу́бліков (рос. Бубликов Алексей Васильевич; 1 березня 1925 — 28 жовтня 2014) — радянський військовик, учасник Другої світової війни. Один із небагатьох, нагороджених п'ятьма медалями «За відвагу».

## Біографія
Народився 1 березня 1925 року в селі Загір'я Бежецького району Тверської області Росії в багатодітній селянській родині. Росіянин.
У 1943 році призваний до лав Червоної армії Бежецьким РВК. Направлений на навчання до Телавського військового піхотного училища. Не закінчивши курс навчання достроково у серпні 1943 року направлений у діючу армію червоноармійцем 247-го стрілецького полку 37-ї стрілецької дивізії 2-го Прибалтійського фронту.
Стрілець 1-ї стрілецької роти червоноармієць Олексій Бубліков 16 січня 1944 року одним із перших увірвався до села Слобідка, разом із товаришами звільнив від супротивника два будинки й відбив кілька контратак ворога.
4 лютого 1944 року одним із перших з боєм увірвався до села Петріщеве, разом із товаришами захопив два будинку й відбив кілька контратак ворога.
Отримав поранення, лікувався у шпиталі в місті Торопець. Після вилікування направлений командиром мінометної обслуги 2-ї мінометної роти 255-го гвардійського стрілецького полку 65-ї гвардійської стрілецької дивізії.
17 липня 1944 року в бою за село Вярьмово Калінінської області обслуга гвардії старшого сержанта О. В. Бублікова вогнем із міномета знищила одну кулеметну вогневу точку й до 15 солдатів ворога.
15-16 вересня 1944 року під час наступальних боїв на території Латвії обслуга гвардії старшого сержанта Олексія Бублікова діяла сміливо й відважно, знищила 2 станкових кулемети й до 30 німців.
По закінченні війни продовжив військову службу в ЗС СРСР. У 1971 році вийшов у відставку в званні «підполковника».
Мешкав у місті Василькові Київської області.

## Нагороди і почесні звання
Нагороджений українським орденом Богдана Хмельницького 3-го ступеня (14.10.1999), радянським орденом Вітчизняної війни 1-го ступеня (11.03.1985), п'ятьма медалями «За відвагу» (1944, 1944, 1944, 1944, 1995) та іншими медалями України і СРСР.
Почесний громадянин міста Василькова Київської області.
На підставі Указу Президента України від 01.06.1999 року № 169 зарахований почесним солдатом 4-ї радіотехнічної бригади військ ППО ЗСУ.